# Kytösaari (ö i Mellersta Finland)
Kytösaari är en ö i Finland. Den ligger i sjön Päijänne och i kommunen Luhango i den ekonomiska regionen  Joutsa ekonomiska region  och landskapet Mellersta Finland, i den södra delen av landet, 170 km norr om huvudstaden Helsingfors. Öns area är 25,5 hektar och dess största längd är 0,8 kilometer i öst-västlig riktning.